# Hesteyrarfjörður

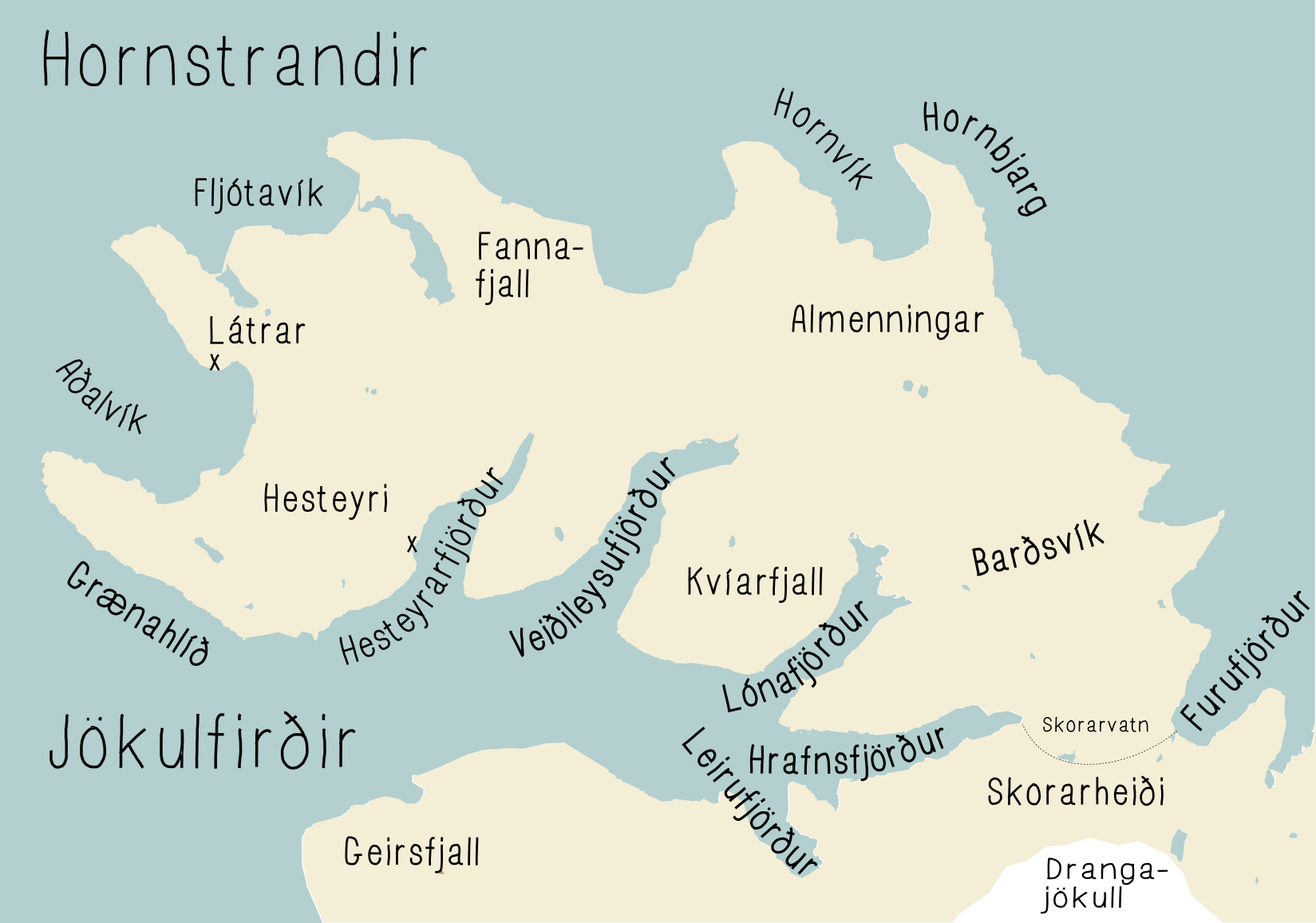
Mappa dei Jökulfirðir

L'Hesteyrarfjörður (in lingua islandese: Fiordo di Hesteyri) è un fiordo situato nella regione dei Vestfirðir, i fiordi occidentali dell'Islanda.

## Descrizione
L'Hesteyrarfjörður è il più occidentale dei Jökulfirðir, un gruppo di cinque fiordi situati sulla sponda settentrionale del grande fiordo Ísafjarðardjúp. Il fiordo è largo 2 km e si estende per 7 km nell'entroterra.
Sulla riva occidentale dell'Hesteyrarfjörður sono ancora visibili i resti del villaggio abbandonato di Hesteyri, che ha dato il nome al fiordo e in cui un tempo vivevano circa 80 abitanti, dediti principalmente alla pesca. Dopo che le aringhe sono scomparse da quell'area attorno al 1940, la popolazione è gradatamente diminuita fino a quando gli ultimi residenti permanenti hanno abbandonato il villaggio nel 1952. Oggi non ci sono più case abitate permanentemente a Hesteyrarfjörður, che non è accessibile tramite collegamenti stradali, come nel caso degli altri quattro fiordi del Jökulfirðir.
A nord di Hesteyri, più all'interno nel fiordo nei pressi di Stekkeyri, dal 1894 al 1915 fu in funzione una stazione per la caccia alle balene gestita dai norvegesi. Dopo che l'Islanda ha emesso un divieto decennale di caccia alle balene, la stazione è stata trasformata in un centro per la lavorazione delle aringhe.

## Jökulfirðir
Gli altri quattro fiordi che formano i Jökulfirðir, sono:
- Veiðileysufjörður (fiordo senza pesca)
- Lónafjörður (fiordo della laguna)
- Hrafnsfjörður (fiordo del corvo)
- Leirufjörður (fiordo del limo)

## Accesso
Non c'è nessun collegamento stradale che permetta di accedere a Hesteyrarfjörður e agli altri quattro fiordi del Jökulfirðir, che però possono essere raggiunti tramite imbarcazione da Ísafjörður, Bolungarvík e Súðavík.